# Eluned Gramich
Eluned Gramich (Haverfordwest, Gal·les, 1989) és una escriptora i traductora gal·lesa.
Eluned va estudiar anglès a Oxford i té un màster en Redacció Creativa per la UEA. L'any 2015 va guanyar el premi gal·lès per a autors novells amb l'obra Woman Who Brings the Rain, un llibre basat en les seves experiències de Hokkaido, Japó. També va ser preseleccionada per al Premi de Bristol Contes Breus. Ha publicat en diverses antologies i revistes, entre les quals es troben New Welsh Short Stories, Stand, Rarebit: New Welsh Fiction, World Literature Online i Notes on the Underground. Des del 2012, treballa com a traductora freelance de l'alemany a l'anglès.